# Ermengarda di Carcassona
Ermengarda di Carcassona (in occitano Ermengarda de Carcassona; XI secolo – 1101) è stata una nobile francese.

## Biografia
Ermengarda era la figlia di Pietro Raimondo, conte di Carcassonne (secondo altri, di Ruggero I, conte di Foix) e Rangarda de La Manche, figlia di Bernardo I, conte de La Marche, e sorella di Almodis de la Marche, contessa di Barcellona.
Sposò Raimondo Bernardo Trencavel, visconte di Albi e Nîmes. Da questo matrimonio nacque il primo della casata Trencavel: Bernardo Aton IV Trencavel, visconte di Carcassona, Béziers, Albi, Nîmes e Agde.
Dopo la morte senza eredi, nel 1067, del fratello conte Ruggero III di Carcassona, con il consenso del marito Ermengarda vendette o donò Carcassonne e Razès allo zio Raimondo Berengario I di Barcellona e alla moglie Almodis de La Marche (rispettivamente nello stesso 1067 e nel 1070, o nel 1068, nel 1070 e nel 1071), mentre sua madre Rangarda aveva venduto Razès al genero conte Guglielmo Raimondo di Cerdagna. Continuò ad amministrare le contee con il marito. La successione della contea fu contesa tra Ermengarda e Ruggero II di Foix, conte di Foix, cugino in linea maschile. La lotta durò molti anni, perché si susseguirono i conti di Barcellona Raimondo Berengario I, poi Raimondo Berengario II e Raimondo Berengario III,  i quali avevano progetti sulla città e tentarono più volte di appropriarsi di Carcassonne. Nel settembre 1071 il conte di Cerdagna rinunciò al Razès. Nel 1074 morì suo marito. Dal momento che il conte di Barcellona aveva esercitato solo il diritto della sovranità (suzeraineté) sul possedimento, i diritti su Carcassonne rimasero ad Ermengarda e ai suoi eredi. Nel 1082 morì Raimondo Berengario III ed Ermengarda approfittò della conseguente anarchia per riprendere possesso delle sue terre, condividendone il governo con suo figlio Bernardo Aton con il titolo di viscontessa.
Morì dopo il 26 marzo 1099, probabilmente nel 1101.